# بريفارد تشايلدز
بريفارد تشايلدز (بالإنجليزية: Brevard Childs)‏ هو عالم عقيدة أمريكي، ولد في 2 سبتمبر 1923 في كولومبيا في الولايات المتحدة، وتوفي في 23 يونيو 2007 في نيو هيفن في الولايات المتحدة.